# Thymus sergievskajae
Thymus sergievskajae là một loài thực vật có hoa trong họ Hoa môi. Loài này được Karav. miêu tả khoa học đầu tiên năm 1971.